# Sonja-Verena Albers
Sonja-Verena Albers (* 20. März 1972) ist eine deutsche Molekularbiologin und Hochschullehrerin an der Albert-Ludwigs-Universität Freiburg.

## Leben und Wirken
Albers studierte ab 1991 Biologie an der Universität Würzburg. Nach ihrem Abschluss 1997 wechselte sie an die Universität Groningen, wo sie 2001 promoviert wurde. Anschließend arbeitete sie in Groningen als Postdoktorandin. 2008 kehrte sie nach Deutschland zurück und wurde Leiterin einer Arbeitsgruppe am Max-Planck-Institut für terrestrische Mikrobiologie in Marburg. 2014 wechselte sie an die Universität Freiburg, wo sie seitdem am Institut für Biologie II einen ordentlichen Lehrstuhl innehat. Seit 2019 ist sie Mitglied des Senats der Freiburger Universität und war 2021 Dekanin der Freiburger Fakultät für Biologie. 2022 wurde sie zum Mitglied in die Deutsche Akademie der Naturforscher Leopoldina gewählt. Seit 2019 ist sie zudem Mitglied der European Molecular Biology Organization und seit 2023 Fellow der American Society for Microbiology.
Albers’ Forschungsschwerpunkte liegen vor allem im Bereich der molekularen Biologie von Archaeen und der Proteinbiochemie.
Insbesondere im Bereich der Archaeen betrieb sie Grundlagenforschung und forschte über deren Motilität, Oberflächenstrukturen und Zellbiologie sowie deren Einfluss auf die Umwelt im Hinblick auf Methan-Produktion und im Stickstoffkreislauf der Erde spielen. Ein Hauptaugenmerk liegt dabei auf dem Aufbau der Zellhülle sowie der regulatorischen und signalgebenden Netzwerke der Archaeen. Dazu gehört auch der Aufbau großer molekularer Anhängsel auf der Zelloberfläche, mit denen Archaeen beispielsweise navigieren und ihre Umgebung wahrnehmen, oder kleinere Modifikationen der Zelloberfläche, die durch das Anfügen von Kohlenhydratgruppen an Molekülen durch N-Glykosylierung entstehen.